# Andy Hertzfeld
Andy Hertzfeld, född 6 april 1953, var en av nyckelpersonerna i den utvecklingsgrupp som skapade den första Macintoshdatorn under 1980-talet. Han köpte en Apple II-dator i januari 1978 och började arbeta på Apple Computer året därpå. Hertzfeld jobbade som chefsdesigner över systemmjukvara fram till dess att han slutade på Apple i augusti 1984. Efter att han lämnade Apple var han med och grundade tre företag Radius under 1986, General Magic under 1990 och Eazel under 1999. 2002 hjälpte Hertzfeld Mitch Kapor att marknadsföra program med öppen källkod genom sitt engagemang i Open Source Applications Foundation. 2005 fick Hertzfeld en anställning hos Google där han arbetar än idag.

## Karriär

### Apple Computer (1979–1984)
Efter att Hertzfeld tagit examen vid Brown University i datavetenskap 1975 började han läsa vidare vid University of California, Berkeley. År 1978 köpte han sin första Apple II dator och började strax därefter utveckla program till den. Han anställdes av Apple Computer som en systemprogrammerare 1979. Då utvecklade han bland annat Apple SilenType firmware för skrivare och det första 80-kolumns kortet till Apple II. I början på 1980-talet bjöd han sin gamla kompis ifrån gymnasiet, artisten Susan Kare till Apple för att hon skulle designa det som skulle bli standard ikonerna till Macintoshen.
På Hertzfelds visitkort hos Apple stod det att hans titel var Software Wizard (sv:Mjukvarutrollkarl). Han skrev stora delar av originalmjukvaran till Macintoshen såsom stora delar av den inbrända ROM-koden, verktygslådan till det grafiska gränssnittet och även många innovativa komponenter som är standard i dagens moderna datorer som till exempel kontrollpanelen och klippboken.
Efter lite oroligheter i Apple II-gruppen bad Hertzfeld Steve Jobs att han skulle få börja i den nystartade Macintoshgruppen vilket Steve gick med på i början av 1981. Där arbetade han under Bud Tribble och tillsammans med Bill Atkinson och Burrell Smith. Hertzfeld började då utveckla Mac OS Classic vilket på sin tid ansågs revolutionerande med sitt grafiska användargränssnitt. I detta arbete spelade också Jef Raskin en betydande roll.